# Fri som fågeln
Fri som fågeln är ett musikalbum från 1982 av den svenska allkonstnären Jan Lindblad. Albumet släpptes både som vinylskiva och kassettband.

## Låtförteckning
Sida 1
1. Fri som fågeln
2. Skymningens aftonsång
3. Memory
4. Åh en så'n underbar morgon
5. Tema från "Den nya världen"

Sida 2
1. Snabb som vinden
2. Som man ropar i skogen...
3. Gökvalsen
4. A felicidade
5. Född fri

## Källhänvisningar
1. ↑  " Jan Lindblad – Fri Som Fågeln". Discogs.com. Läst 21 augusti 2014.